# Abdulsalaam Jumaa
Abdulsalaam Jumaa (ur. 23 maja 1977 w Abu Zabi) – emiracki piłkarz występujący na pozycji defensywnego pomocnika.

## Kariera klubowa
Piłkarską karierę Jumaa rozpoczął w Al-Wahda Abu Zabi w 1996. Z Al-Wahda trzykrotnie zdobył Mistrzostwo Zjednoczonych Emiratów Arabskich w 1999, 2001 i 2005, Puchar Emira w 2000 i Superpuchar Zjednoczonych Emiratów Arabskich w 2002.
W 2007 przeszedł do Al-Jazira Club, w której występuje do chwili obecnej. Z Al-Jazirą zdobył Mistrzostwo Zjednoczonych Emiratów Arabskich w 2011 oraz Puchar Emira w 2010. W 2012 roku przeszedł do Al Dhafra Club.

## Kariera reprezentacyjna
Jumaa występował w reprezentacji ZEA w latach 1997-2010.
W 1997 roku uczestniczył w eliminacjach do Mistrzostw Świata 1998 oraz w Pucharze Konfederacji. Na tej ostatniej imprezie wystąpił we wszystkich trzech meczach ZEA z Urugwajem, RPA i Czechami. W 2001 roku uczestniczył w eliminacjach do Mistrzostw Świata 2002.
W 2004 uczestniczył w eliminacjach do Mistrzostw Świata 2006 oraz Pucharze Azji. Na turnieju wystąpił w dwóch meczach z Kuwejtem i Jordanią. W 2009 roku uczestniczył w eliminacjach do Mistrzostw Świata 2010.